# Francisco González Díaz
Francisco González Díaz (Las Palmas de Gran Canaria, 1866-Teror, 1945) fue un escritor y periodista español.

## Biografía
Nació el 4 de diciembre de 1866 en Las Palmas. Escritor canario, emigró joven a Argentina. Tras vivir en Buenos Aires, donde colaboró en publicaciones periódicas como El Censor, volvió a España sin haber acumulado gran riqueza. Fue redactor de El Nacional de Madrid. De pensamiento ecologista, defendió la repoblación forestal. Se suicidó el 5 de abril de 1945 en la localidad grancanaria de Teror.